# Natação no Campeonato Mundial de Esportes Aquáticos de 2017 - 1500 m livre feminino
A prova dos 1500 metros livre feminino da natação no Campeonato Mundial de Esportes Aquáticos de 2017 ocorreu nos dias 24 de julho e 25 de julho em Budapeste na Hungria.

## Recordes
Antes desta competição, os recordes mundiais e do campeonato nesta prova eram os seguintes:
| Tipo                  | Atleta        | Tempo    | Local | Data                |
| --------------------- | ------------- | -------- | ----- | ------------------- |
|                       | Katie Ledecky | 15:25.48 | Cazã  | 4 de agosto de 2015 |
| Recorde do campeonato | Katie Ledecky | 15:25.48 | Cazã  | 4 de agosto de 2015 |

## Medalhistas
| Ouro                | Prata                 | Bronze                  |
| Katie Ledecky (USA) | Mireia Belmonte (ESP) | Simona Quadarella (ITA) |

## Resultados

### Eliminatórias
Esses foram os resultados das eliminatórias. Foram realizadas no dia 24 de julho com início às 10:48.
| Pos. | Bateria | Raia | Nadadora            | Nacionalidade  | Tempo    | Notas |
| ---- | ------- | ---- | ------------------- | -------------- | -------- | ----- |
| 1    | 3       | 4    | Katie Ledecky       | Estados Unidos | 15:47.54 | Q     |
| 2    | 3       | 5    | Mireia Belmonte     | Espanha        | 16:05.37 | Q     |
| 3    | 2       | 6    | Hou Yawen           | China          | 16:05.87 | Q     |
| 4    | 2       | 5    | Simona Quadarella   | Itália         | 16:07.08 | Q     |
| 5    | 2       | 4    | Boglárka Kapás      | Hungria        | 16:09.60 | Q     |
| 6    | 3       | 6    | Kristel Köbrich     | Chile          | 16:17.28 | Q     |
| 7    | 3       | 1    | Julia Hassler       | Liechtenstein  | 16:19.16 | Q,    |
| 8    | 2       | 3    | Ajna Késely         | Hungria        | 16:20.98 | Q     |
| 9    | 3       | 2    | Jimena Pérez        | Espanha        | 16:21.45 |       |
| 10   | 3       | 7    | Tamila Holub        | Portugal       | 16:24.05 |       |
| 11   | 3       | 8    | Emma Robinson       | Nova Zelândia  | 16:25.78 |       |
| 12   | 2       | 7    | Celine Rieder       | Alemanha       | 16:25.99 |       |
| 13   | 2       | 1    | Gaja Natlačen       | Eslovênia      | 16:32.45 |       |
| 14   | 2       | 8    | Olivia Anderson     | Canadá         | 16:34.50 |       |
| 15   | 3       | 3    | Tjaša Oder          | Eslovênia      | 16:34.86 |       |
| 16   | 2       | 2    | Chen Yejie          | China          | 16:53.74 |       |
| 17   | 2       | 0    | María Bramont-Arias | Peru           | 17:01.85 |       |
| 18   | 3       | 0    | Martina Elhenická   | Chéquia        | 17:04.63 |       |
| 19   | 1       | 3    | Alicia Mancilla     | Guatemala      | 17:15.04 |       |
| 20   | 1       | 5    | Ho Nam Wai          | Hong Kong      | 17:17.64 |       |
| 21   | 1       | 4    | Samantha Randle     | África do Sul  | 17:22.42 |       |
| 22   | 3       | 9    | Souad Cherouati     | Argélia        | 17:25.00 |       |

### Final
A final foi realizada em 25 de julho às 17h40. 
| Pos.              | Raia | Nadadora          | Nacionalidade  | Tempo    | Notas            |
| ----------------- | ---- | ----------------- | -------------- | -------- | ---------------- |
| Medalha de ouro   | 4    | Katie Ledecky     | Estados Unidos | 15:31.82 |                  |
| Medalha de prata  | 5    | Mireia Belmonte   | Espanha        | 15:50.89 | '                |
| Medalha de bronze | 6    | Simona Quadarella | Itália         | 15:53.86 |                  |
| 4                 | 2    | Boglárka Kapás    | Hungria        | 16:06.27 |                  |
| 5                 | 3    | Hou Yawen         | China          | 16:08.10 |                  |
| 6                 | 7    | Kristel Köbrich   | Chile          | 16:13.46 |                  |
| 7                 | 1    | Julia Hassler     | Liechtenstein  | 16:14.86 | Recorde nacional |
| 8                 | 8    | Ajna Késely       | Hungria        | 16:22.87 |                  |

Legenda
| Recorde mundial       | Recorde mundial (World record)               |                       | Recorde africano                      | Recorde africano (African) |                                           | Q | Classificado por posição (Qualified) |
| Recorde do campeonato | Recorde do campeonato (Championship record)  | Recorde da América    | Recorde da América (Americas)         | q                          | Classificado por melhor tempo (Qualified) |   |                                      |
| Melhor marca do ano   | Melhor marca do ano (World leading)          | Recorde asiático      | Recorde asiático (Asian)              | DNS                        | Não largou (Did not start)                |   |                                      |
| Recorde nacional      | Recorde nacional (National record)           | Recorde europeu       | Recorde europeu (European)            | DNF                        | Não terminou (Did not finish)             |   |                                      |
| Recorde pessoal       | Recorde pessoal do atleta (Personal best)    | Recorde da Oceania    | Recorde da Oceania (Oceania)          | DSQ / DQ                   | Desclassificado (Disqualified)            |   |                                      |
| Recorde da temporada  | Recorde da temporada do atleta (Season best) | Recorde sul-americano | Recorde sul-americano (South America) | NM                         | Sem marca (No mark)                       |   |                                      |